# William Cookworthy

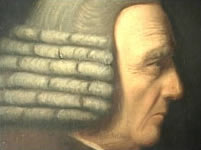
William Cookworthy

William Cookworthy (geboren am 12. April 1705 in Kingsbridge, Devon, England; gestorben am 17. Oktober 1780 in Plymouth) war ein englischer Apotheker, Chemiker und Erfinder. Er gilt als Pionier sowohl der Kaolin-Industrie in Cornwall und Devon als auch der Porzellanherstellung in England.

## Jugend
William Cookworthy war der Sohn des Webers William Cookworthy aus Kingsbridge. Seine Mutter Edith, geborene Debell, stammte aus St Martin-by-Looe in Cornwall. Er wurde geboren als ältestes von sieben Kindern. Seine Geschwister hießen Sarah (* 1706), Jacob (* 1709), Susannah (* 1711), Mary (* 1714), Philip (* 1716) und Benjamin (* 1717).
Cookworthys Vater starb 1718. Die Familie verlor ihren bescheidenen Wohlstand durch das Platzen der Südseeblase 1720. Cookworthy musste seine Schulausbildung abbrechen. Er bekam aber die Möglichkeit, kostenfrei eine Lehre in der Apotheke der Gebrüder Timothy und Silvanus Bevan in London zu absolvieren. Die Bevans waren Quäker, ebenso wie Cookworthy und seine Familie. Aufgrund fehlender finanzieller Mittel musste Cookworthy den Weg von Kingsbridge nach London zu Fuß zurücklegen. Im Rahmen seiner Lehre erwarb er neben pharmazeutischem und chemischem Wissen auch Kenntnisse in Metallurgie, Latein, Französisch und Griechisch.

## Apotheker in Plymouth
Nach Abschluss seiner Lehre 1726 eröffneten ihm seine Lehrherren das Angebot, in Plymouth, einer Hafenstadt an der Südküste Devons und unmittelbar an der Grenze zu Cornwall gelegen, in ihrer Großhandelsapotheke zu arbeiten. Cookworty nahm diese Offerte an und war mit seiner Arbeit so erfolgreich, dass er 1735 als Teilhaber aufgenommen wurde. Der Großhandel hieß ab da Bevan and Cookworthy. 1746 konnten die Bevans ausbezahlt werden. Cookworthy nahm stattdessen seine Brüder Philip und Benjamin in die Firma mit auf, welche ab diesem Zeitpunkt den Namen Messrs William Cookworthy and Company trug.
1735 heiratete Cookworthy Sarah Berry aus Wellington. Mit ihr hatte er fünf Töchter: Lydia (* 1736), Sarah (* 1738), Mary (* 1740) sowie die Zwillinge Elizabeth und Susannah (* 1743). Sarah Cookworthy starb 1746.

## Kaolin und Porzellan
Nachdem über Jahrhunderte erfolglos in Europa versucht worden war, chinesisches Porzellan nachzuahmen, gelang es erstmals im Dezember 1707 Johann Friedrich Böttger und Ehrenfried Walther von Tschirnhaus in Dresden, einen Tiegel aus Hartporzellan herzustellen. Der Herstellungsprozess konnte aber noch über Jahre hinweg geheim gehalten werden. Zwischenzeitlich hatte der französische Jesuitenpater Francois Xavier d’Entrecolles, der seit 1698 in China lebte, in zwei Briefen aus den Jahren 1712 und 1722 Details aus der von ihm in Jingdezhen beobachteten Porzellanherstellung beschrieben, darunter die Verwendung zweier Arten von Ton: Kao-lin und Pe-tun-se, einem feldspat- und glimmerhaltigen Gestein.
Der äußerste Südwesten Englands ist, beginnend im Osten mit dem Dartmoor bis zur Westspitze bei Land’s End, von teilweise landschaftsprägend und großflächig auftretenden Granitvorkommen gekennzeichnet. Sowohl Feldspat als auch Glimmer sind mineralische Bestandteile von Granit. Kaolinit als gesteinsbildendes Mineral des Kaolins wiederum ist ein Verwitterungsprodukt unter anderem von Feldspat.
Die Erkenntnisse des französischen Paters waren Cookworthy bekannt, als er Anfang der 1740er Jahre begann, sich mit der Herstellung von Porzellan zu beschäftigen. Bei einer seiner Geschäftsreisen nach Cornwall entdeckte Cookworthy im Juni 1746 bei einem Besuch der westlich von Helston gelegenen Great Work Mine der Familie Godolphin, dass dortige Minenarbeiter ihre Öfen mit einem weißen, feinen Ton flickten. Er nahm vom Herkunftsort des Materials, dem nahegelegenen Tregonning Hill, Proben, da er vermutete, dass das Material zur Herstellung von Porzellan geeignet sei. In den folgenden Jahren verbrachte Cookworthy viel Zeit damit, auch an anderen Standorten in Cornwall und Devon nach weiteren Vorkommen dieser Art zu suchen, und mit den dort gefundenen Materialien zu experimentieren. Die Versuche mit den gefundenen Materialien, die lokal als Moorstone, Growan, Growan Clay oder Growan Stone bezeichnet wurden, waren erfolgreich: Cookworthy gelang es als Erstem in England, ein Porzellan herzustellen, das es an Erscheinungsbild und Qualität mit chinesischem Porzellan aufnehmen konnte. Am 17. März 1768 wurde ihm ein Patent erteilt für „eine Art von Porzellan, neu erfunden von ihm, bestehend aus Moorstone und Growan oder Growan-Clay.“
Spätestens im gleichen Jahr gründete Cookworthy mit mehreren Teilhabern eine Porzellanfabrik in Plymouth, die Plymouth China Works. Einer der Teilhaber, Richard Champion aus Bristol, wurde Geschäftsführer. Die Firma produzierte hauptsächlich Teegeschirr, Krüge und Vasen. Finanziell beteiligt war auch Thomas Pitt, späterer Lord Camelford, ein Neffe von William Pitt. Auf Land, das Pitt gehörte, im Weiler Carloggas, nordwestlich von St Austell am Rande des Hensbarrows gelegen, hatte Cookworthy ein Kaolinvorkommen entdeckt, das sehr wenig schwarzen Glimmer enthielt und deshalb für besonders feines Porzellan geeignet war. In unmittelbarer Nähe war auch Clay Stone, ein dem Pe-tun-se ähnliches, feingekörntes, teilweise kaolinisiertes, eisenarmes aber feldspatreiches Gestein anzutreffen, das ebenfalls für die Porzellanherstellung verwendet werden konnte. Pitt unterstützte Cookworthy in seinen Bemühungen und war auch finanziell an der Porzellanmanufaktur in Plymouth beteiligt. Bereits 1770 wurde die Porzellanfabrik nach Bristol verlegt und mit einer dortigen Töpferei vereinigt.

## Weitere Aktivitäten
John Smeaton entwickelte gemeinsam mit Cookworthy einen wasserfesten Mörtel, hydraulic lime genannt. Diese Erfindung ermöglichte es Smeaton, zwischen 1756 und 1759 den auf einem kleinen Felsen im Meer südlich von Portsmouth stehenden Eddystone-Leuchtturm neu zu errichten.
Als Apotheker in einer Hafenstadt hatte Cookworthy regelmäßig mit Matrosen zu tun. Als der britische Schiffsarzt James Lind in einer Studie zeigen konnte, dass die gefürchtete Schiffskrankheit Skorbut durch Aufnahme von Vitamin C bekämpft werden konnte, setzte er sich für die Verbreitung dieser Erkenntnis unter den Schiffsoffizieren ein und sorgte dafür, dass auf den Schiffen Vitamin-C-haltige Nahrungsmittel wie Zitronen oder Sauerkraut mitgeführt wurden.
Gemeinsam mit dem Pfarrer Thomas Hartley übersetzte Cookworthy mehrere theologische Werke von Emanuel Swedenborg aus der lateinischen in die englische Sprache.

## Späte Jahre
1774 verkaufte Cookworthy seine Anteile an der Porzellanfabrik sowie das Patent an Champion. Er erhielt über den Kaufpreis hinaus eine Lizenzgebühr für jedes künftig verkaufte Stück.
Cookworthy verstarb 1780. Er wurde in der Familiengruft auf dem Friedhof in der Westwell Street in Plymouth beigesetzt.

## Nachwirkungen
Die Apotheke in Plymouth ging nach Cookworthys Ableben an seinen Bruder Benjamin und nach dessen Tod 1785 an Francis Fox, den Sohn seiner Tochter Sarah über. Nach mehreren Eigentümer- und Namenswechseln bestand sie bis 1974, zuletzt unter dem Namen Messrs Balkwill & Company (Chemists) Ltd.
Richard Champion versuchte 1777, eine Verlängerung des Patentes zu erreichen, erzielte aber nur einen Teilerfolg, der es anderen Herstellern, unter anderem auch Josiah Wedgwood, ermöglichte, die Rohmaterialien aus Cornwall und Devon für eigene keramische Produkte zu verwenden. Die Kosten der Lizenzstreitigkeiten sowie der Verlust der Monopolstellung brachten Champions Betrieb in finanzielle Schwierigkeiten. 1782 verkaufte er Firma und Lizenz an die New Hall Porcelain Company aus Shelton, heute ein Stadtteil von Stoke-on-Trent, Staffordshire. Dort war er selbst ebenfalls noch einige Jahre in der Porzellanherstellung tätig. Später wanderte Champion nach Carolina aus, wo er auch verstarb.

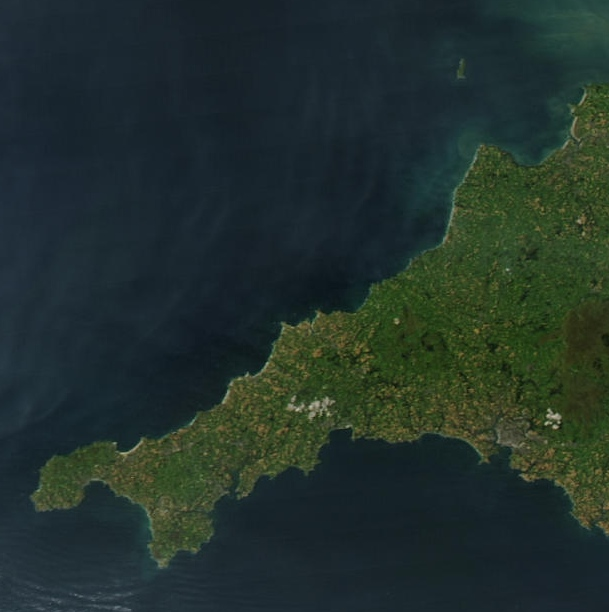
Auf dem Satellitenbild von Cornwall und West-Devon als helle Bereiche gut zu erkennen: Kaolin-Abbaugebiete nordwestlich von St Austell (Bildmitte) und Lee Moor am Südrand des Dartmoores (rechts außen)

Tregonning Hill und die Godolphin Great Work Mine sind heute Teil des Weltkulturerbes der Bergbaulandschaft von Cornwall und West-Devon.
Cookworthys Erkenntnisse über die Verwendbarkeit der Kaolinvorkommen in Cornwall und Devon ermöglichten die Entwicklung einer florierenden Bergbauindustrie in diesen Gebieten. Da ein Großteil des gewonnenen Materials per Schiff exportiert wurde und wird, zuletzt allerdings nur noch über die Häfen von Fowey und in geringerem Maße von Par, entstanden dementsprechend zusätzlich Arbeitsplätze und Infrastruktur in nahegelegenen Hafenstädten. Diese Entwicklung ermöglichte es, dass der mit dem etwa gleichzeitig beginnenden Niedergang des Erzbergbaues in Cornwall verbundene wirtschaftliche Verlust zumindest teilweise aufgefangen werden konnte.
Die Jahresproduktion von Kaolin aus Cornwall und West-Devon betrug nach dem 1988 erreichten Maximalwert von 3,28 Millionen Tonnen. im Jahre 2008 noch 1,36 Millionen Tonnen, wovon 88 Prozent in den Export gingen. Das Vereinigte Königreich ist damit der größte Produzent von Kaolin innerhalb der EU und der viertgrößte weltweit.
Die Förderung beschränkt sich heute auf die Region nordwestlich von St. Austell, auch als Hensbarrow bezeichnet, sowie auf Bereiche an der südwestlichen Ecke des Dartmoores. Andere Vorkommen werden derzeit nicht mehr ausgebeutet. Durch die großflächigen Abgrabungen einerseits sowie Aufschüttungen von Abraummaterial, oftmals in Form von hohen Spitzkegeln, andererseits ist der Kaolinabbau in den genannten Regionen landschaftsprägend.